# Sint-Nicolaaskerk (Essen-Stoppenberg)
De katholieke parochiekerk Sint-Nicolaas (Duits: Pfarrkirche St. Nikolaus) is een monumentaal kerkgebouw in Stoppenberg, een Stadtteil van Essen, Noordrijn-Westfalen.

## Geschiedenis
De drieschepige kerk van rode zandsteen werd in de jaren 1906 tot 1907 naar het ontwerp van Carl Moritz aan de voet van de oude kerkheuvel gebouwd, nadat de middeleeuwse stiftskerk te klein werd voor de almaar groeiende bevolking van Stoppenberg. De architect liet zich bij zijn ontwerp door de laatromaanse stiftskerk maar ook door elementen van de Jugendstilstijl beïnvloeden. Op 17 oktober 1907 werd de kerk door kardinaal Fischer, aartsbisschop van Keulen, plechtig ingewijd.
Aan het hoofdschip werden zijschepen, een rechthoekig koor met een halfronde apsis als lagere aanbouwingen toegevoegd.
Het van buiten compact lijkende gebouw met een mansardedak is voorzien van steunberen en maaswerkramen. De voorgevel met de hoofdingang wordt met een tufstenen crucifix versierd en door achtzijdige torenspitsen omlijst. Zo compact de buitenbouw lijkt, zo ruim is het interieur van de kerk. Het tongewelf met cassettenmotief wordt door vrij van de muur staande zuilen ondersteund.     
De kerk moest wegens de instabiliteit van de grond als gevolg van de mijnbouw in de jaren 1970 grondig gerestaureerd. Sinds de oprichting van de kerk is het gebouw circa 12 meter gedaald.

## Interieur
- Het oorspronkelijke interieur van de kerk bleef vrijwel geheel bewaard. Het hoogaltaar werd naar een ontwerp van Moritz gebouwd. Voorts zijn er twee nevenaltaren, het fresco in de apsis, de biechtstoelen, de kansel en de kruiswegstaties in het blinde triforium.
- Het altaarschilderij in een oude omlijsting betreft een voorstelling van de Kruisiging van Christus en werd in de tweede helft van de 16e eeuw geschilderd. Het schilderij werd mogelijk gemaakt door een Jezuïet.

## Schwanhildbron
Voor de kerk bevindt zich de Schwanhildbron (Schwanhildbrunnen), een kleine ronde tempel uit 1915 naar het ontwerp van Carl Moritz. In de tempel staat een beeldengroep van de abdis Schwanhild met een model van de kerk tussen de Keulse aartsbisschop Anno II en zijn kapelaan.